# Dataset
Un dataset (lett. "insieme di dati" in italiano) è una collezione strutturata di dati, generalmente di grandi dimensioni e organizzata secondo una dato modello relazionale.
Più comunemente un dataset costituisce un insieme di dati strutturati in forma relazionale, cioè corrisponde al contenuto di una singola tabella di base di dati, oppure ad una singola matrice di dati statistici, in cui ogni colonna della tabella rappresenta una particolare variabile, e ogni riga corrisponde ad un determinato membro del dataset in questione.
La dimensione del dataset è data dal numero dei membri presenti, che formano le righe, e dal numero delle variabili di cui si compone, che formano le colonne. Il termine dataset può essere usato anche più genericamente, per indicare i dati in un insieme di tabelle strettamente connesse, relative ad un particolare esperimento o evento.